# 名目硬直性
名目硬直性（めいもくこうちょくせい、英: nominal rigidity）、あるいは価格の硬直性（かかくのこうちょくせい、英: price-stickiness）、賃金の硬直性（ちんぎんのこうちょくせい、英: wage-stickiness）とは、名目価格がなかなか変わらない状況を指す。完全な名目硬直性は関連の期間において、名目値の価格が固定されているときに発生する。例えば、ある特定の財の価格が、一年間の間、ひとつにつき10ドルに固定されている場合は名目値に関して完全に硬直的であるといえる。不完全な名目硬直性は名目値において価格が変化するものの、変化が完全に柔軟でない場合に発生する。マクロ経済学では、基本的に長期分析においては賃金・物価水準などは完全に柔軟であると仮定されるが、短期分析においては賃金・物価水準などは固定的あるいは粘着的であるとされる。
市場の価格調整を重視するような考え方は新古典派経済学で顕著であり、これと同じ考え方が名目賃金にも適用できる。名目硬直性の存在は、なぜ短期において市場が均衡に達しないのかを説明するマクロ経済学の重要部分である。財市場や労働市場の価格（ここでいう「価格」とは例えば物価水準や賃金のこと）が硬直的であれば価格調整は働かない。価格がもし完全に柔軟であるなら価格調整が働き、例えば効率的な財の分配や完全雇用が達成される。このように価格調整を重視する新古典派に対して、ケインズ経済学は新古典派のいうような市場の価格調整は長期的にしか成立しないとし、短期的には市場の価格調整は非常にゆっくりしたものであるため、短期では数量調整を重視するべきであるとした。
新古典派の経済学者は市場における賃金は伸縮的なものであると考え、市場で発生する失業問題は摩擦的失業であるか、あるいは労働者が現行の賃金で働くことを拒否することによる自発的失業であると考えた。すなわち、新古典派は古典派の公準という考え方から市場の実質賃金と雇用量が常に完全雇用経済となるように決定されると考え、現実の経済が完全雇用でないのは労働組合などの活動の結果として労働者の賃金が（市場が均衡する賃金よりも）高いためであるとした。これに対し、ジョン・メイナード・ケインズは自身の著書「雇用・利子および貨幣の一般理論」において、労働者が労働を供給する際に関心があるのは実質賃金ではなく名目賃金であるとし、古典派の公準のうち、古典派の第二公準を否定した。ケインズによれば、労働者は名目賃金の引き下げ（例えば最低賃金を○○円引き下げる）には激しく抵抗し、名目賃金は下方硬直性という性質を持っているとしたが、物価上昇による実質賃金の引き下げには抵抗しないとし、これを貨幣錯覚と呼んだ。この貨幣錯覚のため、新古典派のいうような実質賃金による調整は発生せず、市場による調整は不完全であり、新古典派のいうような完全雇用経済は短期的には達成されないとした。一般理論において、ケインズは有効需要という概念を提唱し、総需要が少なすぎるために働くことのできない失業者が存在することを指摘し、これを非自発的失業と呼んだ。ケインズは非自発的失業が、世界恐慌によって発生した大量の失業者を説明するものだとした。

## 日本における家賃の名目硬直性
家賃における名目硬直性の例としては1990年代前半のバブル崩壊期の日本における家賃が挙げられる。このとき、バブル崩壊により住宅価格が大幅下落したにもかかわらず家賃はほとんど変化しなかった。不動産価格が大きく変化しているのにもかかわらず賃貸料は比較的変化が小さいというのは非直感的な現象であるが、同様の現象はバブル崩壊後のアメリカでも観察されている。日本の家賃に関して、新規に契約される家賃は伸縮的に変化しているものの、実際の支払い家賃は、市場のショックが発生したとしても，ゆっくりとしか変化しないと清水・渡辺（2011）は結論している。清水・渡辺（2011）によれば、消費者物価に代表される平均的な市場家賃は、自由な市場で決定される家賃の変化とは独立に、ランダムに変化している傾向が強い。

## m参考文献
- 続橋孝行「ケインズの労働市場について」『成城大學經濟研究』第82巻、成城大学経済学会、1983年10月、25-39頁、ISSN 03874753、CRID 1050564287425811456。